# アンダー・ザ・シー
「アンダー・ザ・シー」（"Under the Sea"）は、ディズニーの1989年のアニメ映画『リトル・マーメイド』のために作られたポピュラー曲であり、1971年の映画『ベッドかざりとほうき』の曲「ビューティフルな海 」を基にアラン・メンケンが作曲、ハワード・アッシュマンが作詞した。映画ではサミュエル・E・ライトが歌った。曲は第62回アカデミー賞歌曲賞や第33回グラミー賞最優秀楽曲賞（映画、テレビ、その他映像部門）を獲得した。
この歌はカニのセバスチャンによる嘆願であり、海に縛られる人魚のアリエルが恋に落ちたエリック王子と結ばれるために人間になりたいという望みに反対する。セバスチャンは人間の生活の苦難について警告すると同時に海中での不自由の無い暮らしの利点を説明するが、アリエルは歌が終わる前に去ってしまうのでセバスチャンの嘆願を聞き入れることはない。
2002年のスクウェア・エニックスのアクションRPG『キングダム ハーツ』ではアトランティカのバックグラウンドミュージックとして使われた。2005年に発売されたその続編『キングダム ハーツII』ではミニゲームで使用され、セバスチャン、アリエル、ソラのパートに振り分けたものにアレンジされた。両作共に下村陽子がアレンジした。
四季劇場［夏］の最寄り駅であったりんかい線大井町駅にて、『リトル・マーメイド』のミュージカルを上演していた2013年10月25日から2017年4月9日までの期間において『パート・オブ・ユア・ワールド』と共に発車メロディとして使用されていた。
2023年の映画ではダヴィード・ディグス（日本語版は木村昴）が歌った。

## シングル盤
1990年にウォルト・ディズニー・ピクチャーズ/ハリウッド・レコードより12インチシングルが発売された。アーティストは「セバスチャン・C」名義であった。
US 12インチシングル (ST-ED-66621A-SP)
1. "Under the Sea (Atlantic Ocean Single Mix)" - 3:36
2. "Under the Sea (Jellyfish Mix)" - 5:20
3. "Under the Sea (Mermaid Dub)" - 3:27
4. "Under the Sea (Pacific Ocean Single Mix)" - 3:10
5. "Under the Sea (Polka Dot Bikini Mix)" - 5:33
6. "Under the Sea (Sub Dub)" - 3:46